# Mario Castelnuovo-Tedesco
Mario Castelnuovo-Tedesco   (Florència, 3 d'abril de 1895 - Beverly Hills i Los Angeles, 16 de març de 1968) fou un compositor, pianista i escriptor italià. Va ser conegut com un dels compositors de guitarra més importants del segle XX amb gairebé un centenar de composicions per a aquest instrument. El 1939 va emigrar als Estats Units i es va convertir en compositor de pel·lícules per a Metro-Goldwyn-Mayer per a unes 200 pel·lícules de Hollywood durant els següents quinze anys. També va escriure concerts per a Jascha Heifetz i Gregor Piatigorsky.

## Biografia

### Primers anys
Nascut a Florència, descendia d'una destacada família de banquers jueus que havia viscut a la Toscana, concretament a Siena, fins a la segona meitat del segle xix, des de l'expulsió dels jueus d'Espanya el 1492. El seu pare era Amedeo i els seus germans grans Ugo (nascut el 1890, advocat) i Guido (nascut el 1891, enginyer). Des de petit va mostrar un talent musical precoç. Va rebre les primeres lliçons de piano de la seva mare, Noemi Senigaglia, es va matricular al Conservatori Luigi Cherubini de Florència, on va estudiar piano amb Edgardo del Valle Paz (1861–1920), conegut compositor i pianista, alumne de Beniamino Cesi al Conservatori de Nàpols, i després composició amb Ildebrando Pizzetti que, arribat a Florència procedent de Parma l'any 1908, era el músic més significatiu de la ciutat de l'època (Castelnuovo-Tedesco també li dedicarà un dels seus "Caprichos de Goya").
Aviat va cridar l'atenció del compositor i pianista Alfredo Casella, que va incloure l'obra del jove Castelnuovo-Tedesco en el seu repertori. Casella també es va assegurar que les obres de Castelnuovo s'incloguessin als repertoris de la Societa Nazionale di Musica (més tard Corporazione delle Nuove Musiche), per donar-li visibilitat a tot Europa com un dels joves compositors emergents d'Itàlia. Les seves obres van ser incloses al primer festival de la Societat Internacional per la Música Contemporània, celebrat a Salzburg, Àustria, el 1922.
El 1920 compongué una de les obres corals més importants: la posada en música dels Fioretti de Sant Francesc d'Assís. El 1926, Castelnuovo-Tedesco va estrenar la seva primera òpera La Mandragola, basada en una obra de Nicolau Maquiavel. Va ser la primera de les seves nombroses obres inspirades en la gran literatura, i que incloïa interpretacions d'obres d'Èsquil, Virgili, John Keats, William Wordsworth, Walt Whitman, Miguel de Cervantes, Federico García Lorca i especialment William Shakespeare. Una altra font important d'inspiració per a ell va ser la seva herència jueva, sobretot la Bíblia i la litúrgia jueva. El seu Concert per a violí núm. 2 (1931), escrit a petició de Jascha Heifetz, també va ser una expressió del seu orgull pels seus orígens jueus, o com ell el va descriure, l'«esplendor dels dies passats», davant l'augment de l'antisemitisme que s'estava estenent per bona part d'Europa.
Al festival de 1932 de la Societat Internacional per la Música Contemporània, celebrat a Venècia, Castelnuovo-Tedesco va conèixer per primera vegada el guitarrista espanyol Andrés Segovia. La trobada va inspirar a Castelnuovo-Tedesco a escriure per a guitarra, començant amb les seves Variazioni attraverso i secoli ("Variacions a través dels segles"), op. 71 (1932), i més tard el seu Concert per a guitarra núm. 1 (1939). En total, va escriure prop d'un centenar de composicions per a aquest instrument, cosa que li va valer la reputació d'un dels principals compositors per a guitarra del segle xx. Alguns d'ells van ser escrits i dedicats a Segovia, que era un entusiasta del seu estil (Segòvia l'anomenava "servidor incorruptible de la veritat artística".)
Arturo Toscanini i l'Orquestra Filharmònica de Nova York van estrenar diverses obres de Castelnuovo-Tedesco, entre les quals I profeti (Concert per a violí núm. 2) el 1933 amb Jascha Heifetz com a solista i, el 1935, el Concert per a violoncel amb Gregor Piatigorsky com a solista. Al festival de 1932 de la Societat Internacional per la Música Contemporània, celebrat a Venècia, Castelnuovo-Tedesco va conèixer per primera vegada el guitarrista espanyol Andrés Segovia. La trobada va inspirar a Castelnuovo-Tedesco a escriure per a guitarra, començant amb les seves Variazioni attraverso i secoli ("Variacions a través dels segles"), op. 71 (1932), i més tard el seu Concert per a guitarra núm. 1 (1939). En total, va escriure prop d'un centenar de composicions per a aquest instrument, cosa que li va valer la reputació d'un dels principals compositors per a guitarra del segle xx. Alguns d'ells van ser escrits i dedicats a Segovia, que era un entusiasta del seu estil (Segòvia l'anomenava "servidor incorruptible de la veritat artística".)
A Florència va participar activament en la vida musical i cultural, no només amb la seva música sinó amb una àmplia producció d'assaig i col·laborant amb Vittorio Gui en el naixement del Maggio Musicale Fiorentino.

### Marxa als Estats Units
El 1939 a causa de les lleis racials promulgades pel règim feixista, els compositors jueus italians es van trobar sense feina, les seves obres van ser prohibides. Com els seus col·legues Renzo Massarani i Vittorio Rieti, Castelnuovo-Tedesco es va veure obligat a abandonar Itàlia amb la seva família. Gràcies a l'ajut ofert per Arturo Toscanini, Jascha Heifetz i Albert Spalding, es va traslladar als Estats Units,primer a Nova York, on a la seva arribada el 1939 va poder actuar com a solista de piano per a la primera interpretació del seu Concert per a piano núm. 2 amb l'Orquestra Filharmònica de Nova York, en un concert en directe de John Barbirolli.
Després va rebre un contracte (i una feina estable) a Hollywood amb la Metro-Goldwyn-Mayer com a compositor de cinema. Durant els quinze anys següents, va treballar en les partitures d'unes 200 pel·lícules allà i als altres grans estudis de cinema. Rita Hayworth el va contractar per escriure la música de Els amors de Carmen (1948), produïda per The Beckworth Corporation i
Columbia Pictures.Paral·lelament a la seva carrera cinematogràfica, Castelnuovo-Tedesco va continuar la seva activitat com a compositor de música clàssica i des de 1946 va treballar com a professor de composició al Conservatori de Los Angeles.
Va tenir entre els seus alumnes músics de la talla d'Elmer Bernstein, Jerry Goldsmith, John Williams, Henry Mancini, André Previn o Nelson Riddle. També va tenir contactes estrets amb Robert Strassburg. El 1946 Castelnuovo-Tedesco va obtenir la ciutadania estatunidenca, però va romandre molt lligat a Itàlia, on hi tornava amb freqüència de visita o per motius de feina. El 1958 va guanyar el Concurs Campari amb l'òpera Il mercante di Venezia, que es va representar el 1961 al Maggio Musicale Fiorentino sota la sota la batuta de Gianandrea Gavazzeni.
El 1962 va escriure Les Guitares bien tempérées per a dues guitarres, un conjunt de 24 preludis i fugues en les 24 claus majors i menors, per als duo-guitarristes Alexandre Lagoya i Ida Presti. Aquesta obra estava inspirada en El clavecí ben temprat de Johann Sebastian Bach, un compositor venerat per Castelnuovo-Tedesco.
Als Estats Units, Castelnuovo-Tedesco també va compondre noves òperes i obres basades en la poesia estatunidenca, la litúrgia jueva i la Bíblia.
Castelnuovo-Tedesco va morir a Beverly Hills, Califòrnia, el 17 de març de 1968. Està enterrat al cementiri de Westwood Village Memorial Park.
L'any 2000 el ric arxiu que conté els manuscrits musicals i la correspondència del compositor va ser donat íntegrament pels hereus a la Biblioteca del Congrés de Washington per formar la Col·lecció Mario Castelnuovo-Tedesco.El fons, que el mateix compositor havia iniciat l'any 1966, ja s'havia enriquit entre 1970 i 1978 amb una sèrie de donacions de la vídua. Ara consta de 161 caixes de material manuscrit. El catàleg és accessible en línia.
El 23 de gener de 2018, vuitanta anys després de les lleis racials i en el 50è aniversari de la seva mort, se li va dedicar el Premi President de la República Italiana i la Medalla de la Cambra dels Diputats.
El seu fill era el psiquiatre Pietro Castelnuovo-Tedesco.

## Selecció d'obres
L'any 2005 es va publicar a Itàlia, amb el títol Una vita di musica: un libro di ricordi, l'autobiografia del Mestre, que havia escrit després de la guerra.
El 2018 es va publicar una col·lecció de música de guitarra contemporània en homenatge a Castelnuovo-Tedesco, editada per Piero Bonaguri. Inclou obres dels compositors Filippo Ferruggiara, Daniele Mandonico, Marco Reghezza, Marco Simoni, Alessandro Spazzoli i Paolo Ugoletti.

### Música escènica
- Savonarola. Música incidental per a un drama de Rino Alessi, op. 81 (1935) per a veus solistes, cor mixt i orquestra
- I Giganti della Montagna; due episodi sinfonici, Op. 94a (1937)
- Cielo di Settembre, Op. 1 (1910), drama
- Cipressi, Op. 17 (1920), drama
- Obertura per a "Il Racconto d'inverno", Op. 80 (1934)
- Obertura a "El somni d'una nit d'estiu", Op. 108 (1940)
- Obertura a "El rei Joan", Op. 111 (1941)
- Obertura a "La tragèdia de Coriolà", Op. 135 (1947)
- Obertura a "Molt soroll per no res", (1953)
- Le danze del Re David: Rapsodia ebraica su temi tradizionali, Op. 37 (1925)
- The Birthday of the Infanta (suite de ballet d'un conte d'Oscar Wilde), Op. 115 (1941–42)
- Indian Songs and Dances (basades en temes indis americans), Op. 116 (1942)

Diverses obres per a violí i orquestra:
- 3 Vocalizzi nello stile moderno, Op. 55 (1928) transcrita per a violí i piano per Mario Corti (1930)
  - Concert per a violí núm. 1, Op. 31 (1924) "Concerto italiano"
- The Lark: Poem in the form of a Rondò, Op. 64 (1931)
- Concert per a violí núm. 2, Op. 66 (1931) "I Profeti" ('Els profetes') obra en tres temps estrenada per Jascha Heifetz, acompanyat per l'Orquestra Filharmònica de Nova York, dirigida per Arturo Toscanini.

### Altres obres
- Concert per a piano núm. 1 en sol major, op. 46 (1927)
- Concert per a piano núm. 2 en fa major, op. 92 (1936–7)
- Sonata quasi una fantasia, Op. 56 (1929) per a violí i piano
- Sonata per a violoncel i piano, Op. 50 (1928)
- Concertino per arpa, quartetto d'archi e 3 clarinetti, Op. 93 (1936–37) per a arpa, quartet de corda, 3 clarinets
- Quintet de piano núm. 1 en fa major per a dos violins, viola, violoncel i piano, op. 69 (1931-2)
- Trio amb piano núm. 1 en sol major, op. 49 (1928)
- Quartet de corda núm. 1 en sol menor, op. 58 (1929)
- Platero y yo para narrador y guitarra, Op. 190 (1960), text de Juan Ramón Jiménez)
- Sonata (Omaggio a Boccherini), Op. 77 (1934)

### Vocals
- Stelle cadenti. 12 liriche brevi su poesie popolari toscane, Op. 6 (1915-1918)
- Coplas. 11 liriche brevi su poesie popolari spagnole, Op. 7 (1915), arranjades per a veu i orquestra (1967)
- Bacco in Toscana/Bacchus in Toskana (ditirambe en 1 acte de Francesco Redi), Op. 39 (1925–26)

### Música de cinema
Films per als quals va compondre sense pseudònim:
- The Return of the Vampire (1943)
- The Black Parachute (1944)
- She's a Soldier Too (1944)
- Deu negrets (1945)
- Time Out of Mind (1947)
- Els amors de Carmen (1948)
- Rogues of Sherwood Forest (1950)
- The Brave Bulls (1951)
- Mask of the Avenger (1951)
- The Brigand (1952)
- The Long Wait (1954)

També fou concertista i crític musical i col·laborava especialment en Critica musicale, Il Pianoforte, Musica d'Oggi i Chesterian.